# Liste der Naturdenkmale in Bremberg (Rhein-Lahn-Kreis)
Die Liste der Naturdenkmale in Bremberg nennt die im Gemeindegebiet von Bremberg ausgewiesenen Naturdenkmale (Stand 20. Mai 2024).

## Naturdenkmale
| Nr.         | Bezeichnung  | Lage                                        | Beschreibung                                                     | Bild                                    |
| ----------- | ------------ | ------------------------------------------- | ---------------------------------------------------------------- | --------------------------------------- |
| ND-7141-386 | Märker Linde | westlich des Ortes; Flur Vor der Linde Lage | Tilia cordata, um 1580 gekeimt, 22 m hoch bei 2,01 m Durchmesser | Direkt Bild zu diesem Denkmal hochladen |